# Charles-Marie Boullet
Charles-Marie Boullet est un magistrat et homme politique français né le 5 avril 1792 à Amiens (Somme) et décédé le 10 décembre 1858 à Amiens.
Avocat à Amiens, il entre dans la magistrature comme substitut en 1816. Il passe substitut général en 1819, avocat général en 1826 et président de chambre en 1830 et premier président de la cour d'appel d'Amiens en 1837. Conseiller municipal d'Amiens, il est nommé pair de France le 25 décembre 1841, soutenant la Monarchie de Juillet.

## Pour approfondir